# Castillejos (Madrid)
Castillejos es un barrio del distrito de Tetuán, de la ciudad de Madrid. Sus límites son delimitados al sur por oeste con la calle de Bravo Murillo y al este con el Paseo de la Castellana. Por el centro discurre la calle de Sor Ángela de la Cruz.

## Historia
Antiguamente el territorio del barrio pertenecía al barrio de las Victorias y al municipio de Chamartín de la Rosa.

## Transportes
Cercanías Madrid
El barrio no posee estaciones de Cercanías. Las más cercanas son Nuevos Ministerios (C-2, C-3, C-4, C-7, C-8 y C-10, barrio de Cuatro Caminos) a la que se llega fácilmente mediante la línea 10 de metro y las líneas 5, 27, 40, 126, 147 y 149 de la EMT; y Chamartín (C-1, C-2, C-3, C-4, C-7, C-8, C-10 y trenes de media y larga distancia, barrio de Castilla, distrito de Chamartín) a la que se llega mediante las líneas 1 y 10 de metro y la línea 5 de la EMT.
Metro de Madrid
Las líneas 1, 9 y 10 del Metro de Madrid dan servicio al barrio:
- La línea 1 recorre el eje de Bravo Murillo, al oeste, parando en Tetuán, Valdeacederas y Plaza de Castilla
- La línea 9 sólo da servicio a la estación de Plaza de Castilla.
- La línea 10 recorre la Castellana parando en Cuzco y Plaza de Castilla.

Autobuses
Dentro de la red de la Empresa Municipal de Transportes de Madrid, las siguientes líneas prestan servicio a barrios de este barrio:
| Línea | Terminales                                   |
| ----- | -------------------------------------------- |
| 3     | Puerta de Toledo – San Amaro                 |
| 5     | Sol / Sevilla – Estación de Chamartín        |
| 11    | Marqués de Viana – Barrio Blanco             |
| 27    | Embajadores – Plaza de Castilla              |
| 40    | Tribunal – Alfonso XIII                      |
| 42    | Plaza de Castilla – Peñagrande               |
| 49    | Plaza de Castilla – Pitis                    |
| 64    | Cuatro Caminos – Pitis                       |
| 66    | Cuatro Caminos – Fuencarral                  |
| 67    | Plaza de Castilla – Bº Peñagrande            |
| 70    | Plaza de Castilla – Alsacia                  |
| 107   | Plaza de Castilla – Hortaleza                |
| 124   | Cuatro Caminos – Lacoma                      |
| 126   | Nuevos Ministerios – Barrio del Pilar        |
| 128   | Cuatro Caminos – Barrio del Pilar            |
| 129   | Plaza de Castilla – Manoteras                |
| 134   | Plaza de Castilla – Montecarmelo             |
| 135   | Plaza de Castilla – Hospital Ramón y Cajal   |
| 147   | Callao – Barrio del Pilar                    |
| 149   | Tribunal – Plaza de Castilla                 |
| 173   | Plaza de Castilla – Sanchinarro              |
| 174   | Plaza de Castilla – Valdebebas               |
| 175   | Plaza de Castilla – Las Tablas Norte         |
| 176   | Plaza de Castilla – Las Tablas Sur           |
| 177   | Plaza de Castilla – Marqués de Viana         |
| 178   | Plaza de Castilla – Montecarmelo             |
| N22   | Cibeles – Barrio de La Paz                   |
| N23   | Cibeles – Montecarmelo                       |
| N24   | Cibeles – Las Tablas                         |
| SE704 | Plaza de Castilla – Cementerio de Fuencarral |